# 욕계 유익한 마음
욕계 유익한 마음(팔리어: kāmāvacara-kusalacittāni 까-마-와짜라 꾸살라 찟따-니, 영어: sense-sphere wholesome consciousness, sense-sphere moral consciousnesses) 또는 큰 유익한 마음(팔리어: mahākusala 마하-꾸살라, 영어: great wholesome citta, great moral consciousness)은 특히 상좌부의 교학과 아비담마 그리고 수행에서 사용하는 용어로, 무탐 · 무진 · 무치의 3선근과 함께하는 다음의 8가지 마음을 말한다. 
1. 기쁨이 함께한, 지혜와 결합한, 자극받지 않은 마음
2. 기쁨이 함께한, 지혜와 결합한, 자극받은 마음
3. 기쁨이 함께한, 지혜와 결합하지 않은, 자극받지 않은 마음
4. 기쁨이 함께한, 지혜와 결합하지 않은, 자극받은 마음
5. 평온이 함께한, 지혜와 결합한, 자극받지 않은 마음
6. 평온이 함께한, 지혜와 결합한, 자극받은 마음
7. 평온이 함께한, 지혜와 결합하지 않은, 자극받지 않은 마음
8. 평온이 함께한, 지혜와 결합하지 않은, 자극받은 마음

위의 8가지 마음에 공통된 지혜 즉 반야는 기본적으로 인과 즉 업과 업의 과보의 법칙 즉 연기법을 아는 것 또는 믿는 것을 말한다.
욕계 유익한 마음은 범부들과 붓다와 아라한을 제외한 성자들 즉 수다원(예류) · 사다함(일래) · 아나함(불환)이 보시(dāna)를 행하거나 계(sīla)를 지키거나 수행(bhāvana)을 할 때 일어난다. 위의 8가지 마음에 공통된 마음작용인 지혜 즉 무치 즉 반야는 그 기초 또는 출발이 인과 즉 업과 업의 과보를 아는 것 또는 믿는 것이다. 욕계 유익한 마음은 무탐(희족, 소욕, 관대함, 베품, 보시) · 무진(미워하지 않음, 자비, 사랑) · 무치(지혜)의 3선근이 전부 또는 일부가 함께하는 마음이다. '지혜와 결합한' 4가지는 3선근이 모두 있는 것이고, 나머지 '지혜와 결합하지 않은' 4가지는 무탐과 무진의 2가지 선근이 있는 것이다. 인과 즉 업과 업의 과보의 법칙에 따라 욕계 유익한 마음은 유익한 업(선업)을 쌓고 유익한 업은 현세와 내세에, 해로운 마음과 대비하여 크게 보면 즉 무덤덤(평온)한 일이 일어나는 것을 제외한다면, 마음에 드는 과보 즉 즐겁고 기쁜 일이 일어나게 한다. 즉, 이 일 즉 결과와 함께 일어나는 마음이라는 면에서 볼 때 욕계 과보의 마음 즉 욕계의 유익한 과보로서의 마음이 생겨나게 한다.
욕계 유익한 마음은 다음의 분류 또는 체계에 속한다.
- 욕계 · 색계 · 무색계 · 출세간에 속한 총 89가지 마음 또는 총 121가지 마음
  - 욕계 마음 54가지
    - 욕계의 해로운 마음  12가지 一 누적 12가지
    - 욕계의 원인 없는 마음 18가지 一 누적 30가지
    - 욕계 아름다운 마음 24가지 一 누적 54가지
      - 욕계 유익한 마음 8가지
      - 욕계 과보의 마음 8가지
      - 욕계 작용만 하는 마음 8가지

- 욕계 · 색계 · 무색계 · 출세간에 속한 총 21가지 또는 37가지의  유익한 마음
  - 욕계 마음에 속한 욕계 유익한 마음 8가지 一 누적 8가지
  - 색계 마음에 속한 색계 유익한 마음 5가지 一 누적 13가지
  - 무색계 마음에 속한 무색계 유익한 마음 4가지 一 누적 17가지
  - 출세간의 마음에 속한 출세간의 유익한 마음 4가지 또는 20가지 一 누적 21가지 또는 37가지

## 예

### 1. 기쁨이 함께한, 지혜와 결합한, 자극받지 않은 마음
예를 들어,
- 보시 즉 봉사활동이 유익한(선한) 행위임을 알면서, 즉, 인과(업과 업의 과보)에 대해 알거나 믿고 있으면서, 어떤 상황을 만나 자발적으로 보시를 행하면서 기쁨을 느낄 때
- 10악이 해로운(악한) 행위이고 10선이 유익한(선한) 행위임을 아는 상태에서, 즉, 인과(업과 업의 과보)에 대해 알거나 믿고 있는 상태에서, 10선 중 불살생(不殺生, 살아있는 중생을 죽이는 행동을 하지 않음), 불투도(偸盜, 도둑질 · 사기 · 횡령을 하지 않음), 불사음(不邪婬, 애인·배우자 이외의 사람과 부정한 성교행위를 하지 않음), 불망어(不妄語, 속일 목적으로 행해지는 거짓말을 하지 않음), 불양설(不兩舌, 이간질 · 고자질 · 불필요한 참견을 하지 않음), 불악구(惡口, 괴롭힘·따돌림 · 욕설·비방·모욕 · 악성댓글을 하지 않음), 불기어(不綺語, 진실과는 거리가 먼 교묘하게 날조된·꾸며진 말을 하지 않음)를 자발적으로 행하면서 기쁨을 느낄 때
- 10악이 해로운(악한) 행위이고 10선이 유익한(선한) 행위임을 아는 상태에서, 즉, 인과(업과 업의 과보)에 대해 알거나 믿고 있는 상태에서, 10선을 보다 적극적으로 해석하여 방생(放生, 남을 살리는 행동), 근면(勤勉, 자신과 남을 돕는 생활), 정음(正淫, 애인·배우자와의 관계에서 올바른 생활), 진어(眞語, 정직한 말), 애어(愛語, 화합될 말), 실어(實語, 고운 말)를 자발적으로 행하면서 기쁨을 느낄 때

### 2. 기쁨이 함께한, 지혜와 결합한, 자극받은 마음
예를 들어,
- 보시 즉 봉사활동이 유익한(선한) 행위임을 알면서, 즉, 인과(업과 업의 과보)에 대해 알거나 믿고 있으면서, 어떤 상황을 만나 다른 사람의 권유로 혹은 스스로 신중히 생각한 후에 보시를 행하면서 기쁨을 느낄 때
- 10악이 해로운(악한) 행위이고 10선이 유익한(선한) 행위임을 아는 상태에서, 즉, 인과(업과 업의 과보)에 대해 알거나 믿고 있는 상태에서, 10선 중 불살생(不殺生, 살아있는 중생을 죽이는 행동을 하지 않음), 불투도(偸盜, 도둑질 · 사기 · 횡령을 하지 않음), 불사음(不邪婬, 애인·배우자 이외의 사람과 부정한 성교행위를 하지 않음), 불망어(不妄語, 속일 목적으로 행해지는 거짓말을 하지 않음), 불양설(不兩舌, 이간질 · 고자질 · 불필요한 참견을 하지 않음), 불악구(惡口, 괴롭힘·따돌림 · 욕설·비방·모욕 · 악성댓글을 하지 않음), 불기어(不綺語, 진실과는 거리가 먼 교묘하게 날조된·꾸며진 말을 하지 않음)를 다른 사람이나 드라마 · 영화 · 광고 등의 권유에 자극 받아 행하면서 혹은 스스로 신중히 생각한 후 행하면서 기쁨을 느낄 때
- 10악이 해로운(악한) 행위이고 10선이 유익한(선한) 행위임을 아는 상태에서, 즉, 인과(업과 업의 과보)에 대해 알거나 믿고 있는 상태에서, 10선을 보다 적극적으로 해석하여 방생(放生, 남을 살리는 행동), 근면(勤勉, 자신과 남을 돕는 생활), 정음(正淫, 애인·배우자와의 관계에서 올바른 생활), 진어(眞語, 정직한 말), 애어(愛語, 화합될 말), 실어(實語, 고운 말)를 다른 사람이나 드라마 · 영화 · 광고 등의 권유에 자극 받아 행하면서 혹은 스스로 신중히 생각한 후 행하면서 기쁨을 느낄 때

### 3. 기쁨이 함께한, 지혜와 결합하지 않은, 자극받지 않은 마음
예를 들어,
- 보시 즉 봉사활동이 세상 일반에서 권하고 칭찬하는 좋은 행위임을 알지만 인과(업과 업의 과보)에 대해서는 알고 있지 않으면서, 어떤 상황을 만나 자발적으로 보시를 행하면서 기쁨을 느낄 때
- 10악이 세상 일반에서 권하지 않고 비난하는 나쁜 행위이며 10선이 세상 일반에서 권하고 칭찬하는 좋은 행위임을 알지만 인과(업과 업의 과보)에 대해서는 알고 있지 않으면서, 10선 중 불살생(不殺生, 살아있는 중생을 죽이는 행동을 하지 않음), 불투도(偸盜, 도둑질 · 사기 · 횡령을 하지 않음), 불사음(不邪婬, 애인·배우자 이외의 사람과 부정한 성교행위를 하지 않음), 불망어(不妄語, 속일 목적으로 행해지는 거짓말을 하지 않음), 불양설(不兩舌, 이간질 · 고자질 · 불필요한 참견을 하지 않음), 불악구(惡口, 괴롭힘·따돌림 · 욕설·비방·모욕 · 악성댓글을 하지 않음), 불기어(不綺語, 진실과는 거리가 먼 교묘하게 날조된·꾸며진 말을 하지 않음)를 자발적으로 행하면서 기쁨을 느낄 때
- 10악이 세상 일반에서 권하지 않고 비난하는 나쁜 행위이며 10선이 세상 일반에서 권하고 칭찬하는 좋은 행위임을 알지만 인과(업과 업의 과보)에 대해서는 알고 있지 않으면서, 10선을 보다 적극적으로 해석하여 방생(放生, 남을 살리는 행동), 근면(勤勉, 자신과 남을 돕는 생활), 정음(正淫, 애인·배우자와의 관계에서 올바른 생활), 진어(眞語, 정직한 말), 애어(愛語, 화합될 말), 실어(實語, 고운 말)를 자발적으로 행하면서 기쁨을 느낄 때

### 4. 기쁨이 함께한, 지혜와 결합하지 않은, 자극받은 마음
예를 들어,
- 보시 즉 봉사활동이 세상 일반에서 권하고 칭찬하는 좋은 행위임을 알지만 인과(업과 업의 과보)에 대해서는 알고 있지 않으면서, 어떤 상황을 만나 다른 사람의 권유로 혹은 스스로 신중히 생각한 후에 보시를 행하면서 기쁨을 느낄 때
- 10악이 세상 일반에서 권하지 않고 비난하는 나쁜 행위이며 10선이 세상 일반에서 권하고 칭찬하는 좋은 행위임을 알지만 인과(업과 업의 과보)에 대해서는 알고 있지 않으면서, 10선 중 불살생(不殺生, 살아있는 중생을 죽이는 행동을 하지 않음), 불투도(偸盜, 도둑질 · 사기 · 횡령을 하지 않음), 불사음(不邪婬, 애인·배우자 이외의 사람과 부정한 성교행위를 하지 않음), 불망어(不妄語, 속일 목적으로 행해지는 거짓말을 하지 않음), 불양설(不兩舌, 이간질 · 고자질 · 불필요한 참견을 하지 않음), 불악구(惡口, 괴롭힘·따돌림 · 욕설·비방·모욕 · 악성댓글을 하지 않음), 불기어(不綺語, 진실과는 거리가 먼 교묘하게 날조된·꾸며진 말을 하지 않음)를 다른 사람이나 드라마 · 영화 · 광고 등의 권유에 자극 받아 행하면서 혹은 스스로 신중히 생각한 후 행하면서 기쁨을 느낄 때
- 10악이 세상 일반에서 권하지 않고 비난하는 나쁜 행위이며 10선이 세상 일반에서 권하고 칭찬하는 좋은 행위임을 알지만 인과(업과 업의 과보)에 대해서는 알고 있지 않으면서, 10선을 보다 적극적으로 해석하여 방생(放生, 남을 살리는 행동), 근면(勤勉, 자신과 남을 돕는 생활), 정음(正淫, 애인·배우자와의 관계에서 올바른 생활), 진어(眞語, 정직한 말), 애어(愛語, 화합될 말), 실어(實語, 고운 말)를 다른 사람이나 드라마 · 영화 · 광고 등의 권유에 자극 받아 행하면서 혹은 스스로 신중히 생각한 후 행하면서 기쁨을 느낄 때

### 5. 평온이 함께한, 지혜와 결합한, 자극받지 않은 마음
예를 들어,
- 보시 즉 봉사활동이 유익한(선한) 행위임을 알면서, 즉, 인과(업과 업의 과보)에 대해 알거나 믿고 있으면서, 어떤 상황을 만나 자발적으로 보시를 행하면서 당연하다 여겨서 그렇건 혹은 다른 이유에서건 무덤덤할 때
- 10악이 해로운(악한) 행위이고 10선이 유익한(선한) 행위임을 아는 상태에서, 즉, 인과(업과 업의 과보)에 대해 알거나 믿고 있는 상태에서, 10선 중 불살생(不殺生, 살아있는 중생을 죽이는 행동을 하지 않음), 불투도(偸盜, 도둑질 · 사기 · 횡령을 하지 않음), 불사음(不邪婬, 애인·배우자 이외의 사람과 부정한 성교행위를 하지 않음), 불망어(不妄語, 속일 목적으로 행해지는 거짓말을 하지 않음), 불양설(不兩舌, 이간질 · 고자질 · 불필요한 참견을 하지 않음), 불악구(惡口, 괴롭힘·따돌림 · 욕설·비방·모욕 · 악성댓글을 하지 않음), 불기어(不綺語, 진실과는 거리가 먼 교묘하게 날조된·꾸며진 말을 하지 않음)를 자발적으로 행하면서 당연하다 여겨서 그렇건 혹은 다른 이유에서건 무덤덤할 때
- 10악이 해로운(악한) 행위이고 10선이 유익한(선한) 행위임을 아는 상태에서, 즉, 인과(업과 업의 과보)에 대해 알거나 믿고 있는 상태에서, 10선을 보다 적극적으로 해석하여 방생(放生, 남을 살리는 행동), 근면(勤勉, 자신과 남을 돕는 생활), 정음(正淫, 애인·배우자와의 관계에서 올바른 생활), 진어(眞語, 정직한 말), 애어(愛語, 화합될 말), 실어(實語, 고운 말)를 자발적으로 행하면서 당연하다 여겨서 그렇건 혹은 다른 이유에서건 무덤덤할 때

### 6. 평온이 함께한, 지혜와 결합한, 자극받은 마음
예를 들어,
- 보시 즉 봉사활동이 유익한(선한) 행위임을 알면서, 즉, 인과(업과 업의 과보)에 대해 알거나 믿고 있으면서, 어떤 상황을 만나 다른 사람의 권유로 혹은 스스로 신중히 생각한 후에 보시를 행하면서 당연하다 여겨서 그렇건 혹은 다른 이유에서건 무덤덤할 때
- 10악이 해로운(악한) 행위이고 10선이 유익한(선한) 행위임을 아는 상태에서, 즉, 인과(업과 업의 과보)에 대해 알거나 믿고 있는 상태에서, 10선 중 불살생(不殺生, 살아있는 중생을 죽이는 행동을 하지 않음), 불투도(偸盜, 도둑질 · 사기 · 횡령을 하지 않음), 불사음(不邪婬, 애인·배우자 이외의 사람과 부정한 성교행위를 하지 않음), 불망어(不妄語, 속일 목적으로 행해지는 거짓말을 하지 않음), 불양설(不兩舌, 이간질 · 고자질 · 불필요한 참견을 하지 않음), 불악구(惡口, 괴롭힘·따돌림 · 욕설·비방·모욕 · 악성댓글을 하지 않음), 불기어(不綺語, 진실과는 거리가 먼 교묘하게 날조된·꾸며진 말을 하지 않음)를 다른 사람이나 드라마 · 영화 · 광고 등의 권유에 자극 받아 행하면서 혹은 스스로 신중히 생각한 후 행하면서 당연하다 여겨서 그렇건 혹은 다른 이유에서건 무덤덤할 때
- 10악이 해로운(악한) 행위이고 10선이 유익한(선한) 행위임을 아는 상태에서, 즉, 인과(업과 업의 과보)에 대해 알거나 믿고 있는 상태에서, 10선을 보다 적극적으로 해석하여 방생(放生, 남을 살리는 행동), 근면(勤勉, 자신과 남을 돕는 생활), 정음(正淫, 애인·배우자와의 관계에서 올바른 생활), 진어(眞語, 정직한 말), 애어(愛語, 화합될 말), 실어(實語, 고운 말)를 다른 사람이나 드라마 · 영화 · 광고 등의 권유에 자극 받아 행하면서 혹은 스스로 신중히 생각한 후 행하면서 당연하다 여겨서 그렇건 혹은 다른 이유에서건 무덤덤할 때

### 7. 평온이 함께한, 지혜와 결합하지 않은, 자극받지 않은 마음
예를 들어,
- 보시 즉 봉사활동이 세상 일반에서 권하고 칭찬하는 좋은 행위임을 알지만 인과(업과 업의 과보)에 대해서는 알고 있지 않으면서, 어떤 상황을 만나 자발적으로 보시를 행하면서 당연하다 여겨서 그렇건 혹은 다른 이유에서건 무덤덤할 때
- 10악이 세상 일반에서 권하지 않고 비난하는 나쁜 행위이며 10선이 세상 일반에서 권하고 칭찬하는 좋은 행위임을 알지만 인과(업과 업의 과보)에 대해서는 알고 있지 않으면서, 10선 중 불살생(不殺生, 살아있는 중생을 죽이는 행동을 하지 않음), 불투도(偸盜, 도둑질 · 사기 · 횡령을 하지 않음), 불사음(不邪婬, 애인·배우자 이외의 사람과 부정한 성교행위를 하지 않음), 불망어(不妄語, 속일 목적으로 행해지는 거짓말을 하지 않음), 불양설(不兩舌, 이간질 · 고자질 · 불필요한 참견을 하지 않음), 불악구(惡口, 괴롭힘·따돌림 · 욕설·비방·모욕 · 악성댓글을 하지 않음), 불기어(不綺語, 진실과는 거리가 먼 교묘하게 날조된·꾸며진 말을 하지 않음)를 자발적으로 행하면서 당연하다 여겨서 그렇건 혹은 다른 이유에서건 무덤덤할 때
- 10악이 세상 일반에서 권하지 않고 비난하는 나쁜 행위이며 10선이 세상 일반에서 권하고 칭찬하는 좋은 행위임을 알지만 인과(업과 업의 과보)에 대해서는 알고 있지 않으면서, 10선을 보다 적극적으로 해석하여 방생(放生, 남을 살리는 행동), 근면(勤勉, 자신과 남을 돕는 생활), 정음(正淫, 애인·배우자와의 관계에서 올바른 생활), 진어(眞語, 정직한 말), 애어(愛語, 화합될 말), 실어(實語, 고운 말)를 자발적으로 행하면서 당연하다 여겨서 그렇건 혹은 다른 이유에서건 무덤덤할 때

### 8. 평온이 함께한, 지혜와 결합하지 않은, 자극받은 마음
예를 들어,
- 보시 즉 봉사활동이 세상 일반에서 권하고 칭찬하는 좋은 행위임을 알지만 인과(업과 업의 과보)에 대해서는 알고 있지 않으면서, 어떤 상황을 만나 다른 사람의 권유로 혹은 스스로 신중히 생각한 후에 보시를 행하면서 당연하다 여겨서 그렇건 혹은 다른 이유에서건 무덤덤할 때
- 10악이 세상 일반에서 권하지 않고 비난하는 나쁜 행위이며 10선이 세상 일반에서 권하고 칭찬하는 좋은 행위임을 알지만 인과(업과 업의 과보)에 대해서는 알고 있지 않으면서, 10선 중 불살생(不殺生, 살아있는 중생을 죽이는 행동을 하지 않음), 불투도(偸盜, 도둑질 · 사기 · 횡령을 하지 않음), 불사음(不邪婬, 애인·배우자 이외의 사람과 부정한 성교행위를 하지 않음), 불망어(不妄語, 속일 목적으로 행해지는 거짓말을 하지 않음), 불양설(不兩舌, 이간질 · 고자질 · 불필요한 참견을 하지 않음), 불악구(惡口, 괴롭힘·따돌림 · 욕설·비방·모욕 · 악성댓글을 하지 않음), 불기어(不綺語, 진실과는 거리가 먼 교묘하게 날조된·꾸며진 말을 하지 않음)를 다른 사람이나 드라마 · 영화 · 광고 등의 권유에 자극 받아 행하면서 혹은 스스로 신중히 생각한 후 행하면서 당연하다 여겨서 그렇건 혹은 다른 이유에서건 무덤덤할 때
- 10악이 세상 일반에서 권하지 않고 비난하는 나쁜 행위이며 10선이 세상 일반에서 권하고 칭찬하는 좋은 행위임을 알지만 인과(업과 업의 과보)에 대해서는 알고 있지 않으면서, 10선을 보다 적극적으로 해석하여 방생(放生, 남을 살리는 행동), 근면(勤勉, 자신과 남을 돕는 생활), 정음(正淫, 애인·배우자와의 관계에서 올바른 생활), 진어(眞語, 정직한 말), 애어(愛語, 화합될 말), 실어(實語, 고운 말)를 다른 사람이나 드라마 · 영화 · 광고 등의 권유에 자극 받아 행하면서 혹은 스스로 신중히 생각한 후 행하면서 당연하다 여겨서 그렇건 혹은 다른 이유에서건 무덤덤할 때

## 유익한 마음과 해로운 마음
욕계 유익한 마음 8가지는 문자로만 보면 해로운 마음 중 다음의 탐욕에 뿌리박은 해로운 마음 8가지에 있는 사견이 지혜로 바뀐 것이다. 
1. 기쁨이 함께한, 사견과 결합한, 자극받지 않은 마음
2. 기쁨이 함께한, 사견과 결합한, 자극받은 마음
3. 기쁨이 함께한, 사견과 결합하지 않은, 자극받지 않은 마음
4. 기쁨이 함께한, 사견과 결합하지 않은, 자극받은 마음
5. 평온이 함께한, 사견과 결합한, 자극받지 않은 마음
6. 평온이 함께한, 사견과 결합한, 자극받은 마음
7. 평온이 함께한, 사견과 결합하지 않은, 자극받지 않은 마음
8. 평온이 함께한, 사견과 결합하지 않은, 자극받은 마음

비록 문자로는 사견이 지혜이 바뀐 것이지만 그 내용은 사뭇 다르다. 욕계 유익한 마음은 3선근 등의 선한 마음작용(선심소, 유익한 마음작용)과 함께하는 긍정적인 것이고 탐욕에 뿌리박은 해로운 마음은 3불선근등의 불선한 마음작용(번뇌심소, 해로운 마음작용)과 함께하는 부정적인 것이다. 
말하자면, 어떤 마음에 기쁨이 있다고 해서 그 마음이 선한 것 즉 유익한 것은 아니라는 것이다. 또한 선한 마음 즉 유익한 마음이라고 해서 항상 기쁨과 함께하는 것은 아니라는 것이다. 즉, 무덤덤(평온)하지만 선한 마음 즉 유익한 마음이 있다는 것이다. 3선근에 기반한 기쁨도 있고 무덤덤함도 있으며 3불선근에 기반한 기쁨과 무덤덤함도 있다는 것이다. 하지만, 인과의 법칙 즉 업과 업의 과보의 법칙에 따라. 전자의 기쁨과 무덤덤함은 반드시 현세와 미래에 마음에 드는 즐겁고 기쁜 일을 가져와 즐거움이나 기쁨을 느끼게 된다. 후자의 기쁨과 무덤덤함은 반드시 현세와 미래에 마음에 들지 않는 괴롭고 우울한 일을 가져와 괴로움과 슬픔을 느끼게 된다. 
따라서, 삶에서 마음에 즐거움이나 기쁨 또는 무덤덤함이 있을 때 그것이 유익한 것인지 유익하지 않은 것인지, 즉, 선한 것인지 선하지 않은 것인지 분별하는 식별력(반야)이 필요하다. 유익한 것이 아님에도 불구하고 즐거움과 기쁨이 있기에 그것을 다시 찾는 것을 비리작의라고 하고, 이러한 비리작의가 강화된 것 즉 자주 반복된 것이 애, 갈애, 탐욕 또는 집착이다. 이러한 형태의 비리작의에 대한 치료법으로 불교에서 제시하는 수행이 부정관이다. 그리고 부정관은 대표적인 초기불교 수행법인 4념처 중 신념처의 많은 부분을 차지한다.

## 큰 유익한 마음
욕계 유익한 마음의 다른 이름인 큰 유익한 마음(팔리어: mahākusala 마하-꾸살라, 영어: great wholesome citta, great moral consciousness)에서 크다(mahā)는 것은 개수가 많다는 것을 뜻한다. 즉, 욕계에 있는 유익한 마음의 개수가 색계 · 무색계 · 출세간에 있는 유익한 마음의 개수보다 많다는 것을 뜻한다.
- 욕계 · 색계 · 무색계 · 출세간에 속한 총 21가지의  유익한 마음
  - 욕계 마음에 속한 욕계 유익한 마음 8가지
  - 색계 마음에 속한 색계 유익한 마음 5가지
  - 무색계 마음에 속한 무색계 유익한 마음 4가지
  - 출세간 마음에 속한 출세간 유익한 마음 4가지